# ʿAbd ar-Rahmān ibn Rustam
ʿAbd ar-Rahmān ibn Rustam (arabisch عبد الرحمن بن رستم, DMG ʿAbd ar-Raḥmān ibn Rustam; geboren 734 oder 735 in Basra; gestorben 784 bei Tahert in Algerien) war der Gründer des Reiches der Rustamiden und von 776 bis zu seinem Tod sein erster Imam. Das Rustamiden-Reich war nach mehreren gescheiterten ibaditischen Staatsgründungsversuchen das einzige dauerhafte ibaditische Reich in Nordafrika. Es erstreckte sich von Tunesien über Algerien und Libyen bis nach Marokko, war vom Staat der Abbasiden unabhängig und wurde erst 909 durch die Fatimiden unterworfen. Ibn Rustam, der selbst persischer Herkunft war, studierte als einer der fünf sogenannten „Träger des Wissens“ (ḥamalat al-ʿilm) bei dem ibaditischen Rechtsgelehrten Abū ʿUbaida Muslim ibn Abī Karīma in Basra. Eine der wichtigsten Quellen für das Leben von ʿAbd ar-Rahmān ibn Rustam ist das nach 907 verfasste Buch Aḫbar aʾimmat ar-Rustamīyīn von Ibn as-Saghīr, einem Ladenbesitzer aus Tahert.

## Abstammung
Verschiedene Überlieferungen berichten übereinstimmend, dass Ibn Rustam persischer Herkunft war. Der andalusische Geograph Abū ʿUbaid al-Bakrī berichtete 1068, ʿAbd ar-Rahmāns Großvater Bahram sei Maulā von ʿUthmān ibn ʿAffān gewesen und habe mit vollem Namen Bahrām ibn Duschrār ibn Sābūr ibn Bābakān ibn Sābūr Ḏī l-aktāf al-Malik al-Fārisi geheißen. Nach Ibn Chaldūn war Rustam mit dem Führer des sassanidischen Heeres identisch, der in der Schlacht von al-Qādisīya 636 fiel. Diese Annahme ist jedoch chronologisch nicht haltbar, wenn ʿAbd ar-Rahmān ein Sohn Rustams gewesen sein soll. Die Herkunft von ʿAbd ar-Rahmāns Mutter ist nicht erforscht, aber mehrere arabische Quellen behaupten, sie stamme aus Nordafrika.

## Kindheit und Jugend
ʿAbd ar-Rahmān ibn Rustam wurde vermutlich 734 oder 735 in Basra geboren. Als seine Eltern auf Pilgerfahrt Haddsch in der Nähe von Mekka waren, starb der Vater. Die Mutter heiratete nach seinem Tod einen Pilger aus Kairouan und begleitete ihn zusammen mit ihrem Sohn in seine Heimatstadt, wo ʿAbd ar-Rahmān aufwuchs. Dort traf Ibn Rustam auf Salama ibn Saʿīd, welcher damals in Kairouan wirkte und als der erste ibaditische Lehrer im Maghreb gilt. Durch ihn wurde er für die ibaditische Lehre gewonnen.

## Lehrjahre in Basra
Nach dem Bericht des ibaditischen Geschichtsschreibers Abū Zakariyā al-Wardschilānī erhielt ʿAbd ar-Rahmān von Salama ibn Saʿīd den Hinweis, er könne sein Verlangen nach mehr Wissen stillen, indem er in Basra den Gelehrten Abū ʿUbaida Muslim ibn Abī Karīma aufsuche und sich von ihm unterrichten lasse. ʿAbd ar-Rahmān reiste daraufhin nach Basra und studierte mehrere Jahre bei Abū ʿUbaida. Danach kehrte er in den Maghreb als Teil der Gruppe, die als die „Träger des Wissens“ (ḥamalat al-ʿilm) bekannt ist und Abū l-Chattāb al-Maʿāfirī und drei berberische Ibaditen-Missionare einschloss, in den Maghreb zurück.

## Als Abū l-Chattābs Statthalter in Kairouan
Im Jahre 140 der Hidschra (= 757–58 n. Chr.) lehnte ʿAbd ar-Rahmān das Imamat ab, das ihm von den tripolitanischen Ibaditen angetragen wurde. Stattdessen übernahm Abū l-Chattāb al-Maʿāfirī das Imamat. Unter seiner Führung nahmen die Ibaditen 757 Tripolis ein. Der abbasidische Statthalter ʿAmr ibn ʿUthmān floh, und Abū l-Chattāb al-Maʿāfirī setzte ʿAbd ar-Rahmān als Qādī ein. 758 zogen die Ibaditen unter Abū l-Chattāb al-Maʿāfirī weiter nach Kairouan, wo sufritische Charidschiten herrschten. ʿAbd ar-Rahmān war auch bei dieser Gelegenheit an Abū l-Chattāb’s Seite und wurde zum Statthalter ernannt.
Nach den Niederlagen der abbasidischen Befehlshaber in Nordafrika sandte der Kalif al-Mansūr aus Bagdad als neuen Kommandeur Muhammad ibn al-Aschʿath, der  mit 40.000 Männern, vorwiegend aus Chorasan und teilweise aus Syrien, aus Ägypten kam, um die Ibaditen zu vernichten. Daraufhin stellte Abū l-Chattāb aus seinen Anhängern in den verschiedenen Regionen ein großes Heer zusammen. Er forderte auch ʿAbd ar-Rahmān ibn Rustam auf, sich mit seinen Truppen bereitzuhalten. 761 bereitete Muhammad ibn al-Aschʿath aber Abū l-Chattāb eine schwere Niederlage, und tausende Ibaditen kamen mit ihm bei Tāwargha um. Die Nachricht von der Niederlage und dem Tod des Imams erreichte ʿAbd ar-Rahmān ibn Rustam, als er mit seinem Heer bei Gabès angelangt war. Seine Krieger gingen daraufhin aus Furcht aus den abbasidischen Truppen auseinander. Er selbst kehrte heimlich nach Kairouan zurück, wo allerdings der abbasidische Statthalter ʿAmr ibn ʿUthmān wieder die Macht ergriffen hatte.

## Flucht zum Berg Sūfadschadsch und Gründung von Tahert
Als ʿAbd ar-Rahmān ibn Rustam Kairouan erreichte, wurde er von einem früheren Gegner, ʿAbd ar-Rahmān ibn Habīb al-Fihrī, festgenommen. Freunde und Einwohner der Stadt aber traten für ihn ein und erwirkten seine Freilassung. ʿAbd ar-Rahmān ibn Rustam fürchtete einen Einmarsch der Truppen von Muhammad ibn al-Aschʿath und floh mit seinem Sohn ʿAbd al-Wahhāb und seinem Sklaven nach Westen. Als sein Pferd verendete, vergruben sie es, um keine Spuren zu hinterlassen.
Zu Fuß flohen sie weiter zum Sūfadschadsch, einem unzugänglichen Berg, bei dem sie 60 ibaditische Scheiche aus Tripolitanien antrafen. Als Muhammad ibn al-Aschʿath, der mittlerweile Kairouan eingenommen hatte, davon erfuhr, dass Ibn Rustam erneut zahlreiche Anhänger um sich versammeln konnte, belagerte er mit seinen Soldaten den Berg Sūf Adschadsch. Durch nächtliche Ausfälle ermüdeten die abbasidischen Truppen jedoch bald, außerdem brachen in ihren Reihen die Pocken aus. Deshalb und wegen der geringen Aussicht, den leicht zu verteidigenden Berg einnehmen zu können, kehrten die abbasidischen Truppen alsbald nach Kairouan zurück. ʿAbd ar-Rahmān ibn Rustam zog in den zentralen Maghreb weiter, wo er die Stadt Tahert gründete, die zu seiner Hauptstadt wurde.

## Das Bündnis mit Abū Hātim und den Sufriten gegen ʿUmar ibn Hafs
768 wurde ʿUmar ibn Hafs aus der Familie der Muhallabiden neuer Statthalter in Kairouan. Auf Befehl des Kalifen al-Mansūr nahm ʿUmar ibn Hafs im Jahre 770 die Stadt Tubna im M'zab ein, der als westlichster abbasidischer Vorposten für die Sicherung von Ifrīqiya von großer Bedeutung war. In der Umgebung von Kairouan erhoben sich daraufhin die Berber gegen den in der Hauptstadt zurückgelassenen Vertreter des Statthalters und brachten ihn um. Zur gleichen Zeit nutzten die Berber in Tripolitanien die Gelegenheit, sich gegen die abbasidische Herrschaft zu erheben.
Im Jahre 770/71 übernahm der Berber Abū Hātim al-Malzūzī das Kommando der Ibaditen von Tripolitanien. Er belagerte Kairouan, und der Krieg dehnte sich auf ganz Ifrīqiya aus. Zeitgleich mit der Belagerung der Hauptstadt wurde ʿUmar ibn Hafs in Tubna belagert. Nach den sunnitischen Geschichtsschreibern
umzingelten zwölf Armeen von ibaditischen und sufritisch-charidschitischen Berbern Tubna. Zu diesen gehörten 40.000 Männer des Sufriten Abū Qurra, 15.000 Männer von ʿAbd ar-Rahmān ibn Rustam und zahlreiche tripolitanische Anhänger von Abū Hātim. Nachdem ʿUmar ibn Hafs einen Verwandten von Abū Qurra bestochen hatte, zog jedoch die sufritische Armee von Abū Qurra ab. ʿUmar ibn Hafs nahm daraufhin die Verfolgung von ʿAbd ar-Rahmān ibn Rustam auf, der sich mit seinen 15.000 Kämpfern nach Tahūdha zurückgezogen hatte, und bereitete ihm eine Niederlage, bei der viele von ʿAbd ar-Rahmāns Anhängern starben.
ʿAbd ar-Rahmān reiste daraufhin nach Tahert ab. Abū Hātim wurde ein Jahr später von den Abbasiden im Dschabal Nafusa geschlagen und starb. Sein Tod wird auf den 7. März 772 datiert. Nach dieser schweren Niederlage wanderten viele Ibaditen aus Ifrīqiya nach Tahert aus.

## Imamat
ʿAbd ar-Rahmān wurde im Jahre 160 (= 776/77 n. Chr.) oder 162 (= 778/79 n. Chr.) in Tahert zum „Imam des Hervortretens“ (imām aẓ-ẓuhūr) ausgerufen. Zu den Gründen, die dafür genannt werden, dass man ihn für das Amt auswählte, gehörten seine Frömmigkeit und hohe Stellung, seine früheren Verdienste und die Tatsache, dass er zu den „Trägern des Wissens“ gehört hatte, Statthalter des Imam Abū l-Chattāb al-Maʿāfirī gewesen war und man ihm das Imamat schon vorher angetragen hatte. Ein weiterer Grund war, dass er fremd in Tahert war und aufgrund seiner persischen Herkunft keinen Stamm hinter sich hatte, der ihm im Notfall helfen würde. Es wäre also ein Leichtes gewesen, ihn bei Unstimmigkeiten abzusetzen. Nach Ibn as-Saghīr schickten einige Ibaditen aus Basra Geld, um ʿAbd ar-Rahmān ibn Rustam Abd al-Rahmān zu unterstützen. Einige von ihnen wanderten auch selbst nach Tahert aus. Tahert wuchs und genoss immer mehr Ansehen.

## Tod und Erbe
Nach Ibn ʿIdhārī war ʿAbd ar-Rahmān ibn Rustam insgesamt sieben Jahre Imam. Vor seinem Tod bildete er nach dem Vorbild von ʿUmar ibn al-Chattāb ein aus sechs Personen bestehendes Schūrā-Gremium, das über seine Nachfolge entscheiden sollte. Zu diesen gehörten sein Sohn ʿAbd al-Wahhāb und Yazīd ibn Fandīn, der Begründer der Nukkār-Sekte. ʿAbd ar-Rahmāns Tod wird auf das Jahr 168 (= 784/85 n. Chr.) datiert. Das Schūrā-Gremium beriet mehrere Monate lang und entschied sich dann für ʿAbd ar-Rahmāns Sohn ʿAbd al-Wahhāb
ʿAbd ar-Rahmān ging in die Geschichte ein als friedlicher Imam mit hohen Moralvorstellungen. Ibaditische Historiker behaupten, dass er zwei wichtige Schriften hinterlassen habe, eine Predigt-Sammlung Chutba sowie einen Tafsīr Kitāb Allāh, der der älteste ibaditische Kommentar des Koran sein würde. Beide Werke sind jedoch verloren gegangen.